# Markante Handlungen
Markante Handlungen ist eine Hip-Hop-Formation aus Linz (Österreich). Es handelt sich dabei um ein Gemeinschaftsprojekt verschiedener befreundeter Rap-Gruppen des Labels Tontraeger Records. Sämtliche beteiligte Gruppen bestehen allerdings nach wie vor, zudem sind die Mitglieder von Markante Handlungen auch in anderen Kollaborationsprojekten wie Die Unsichtbaren und Tonträger All Stars beteiligt. Neben Texta zählen Markante Handlungen zu den wichtigsten und bekanntesten Linzer Hip-Hop-Vertretern.

## Geschichte
Die erste Veröffentlichung unter dem Namen Markante Handlungen war das Lied Hände und Lungen zur Kompilation Boombap – die boombastische Vier, die im Jahr 2001 veröffentlicht wurde und einen Querschnitt der damaligen österreichischen Hip-Hop-Szene darstellen solle. 
Vier Jahre später lag mit Vollendete Tatsachen schließlich ein vollständiges Album der Gruppe vor. Er wurde über das Independent-Label Tonträger Records, dessen Eigentümer die Linzer Hip-Hop-Gruppe Texta ist, veröffentlicht. Einige Stücke auf dem Album waren auch von Texta-Mitglied Flip produziert worden. Zum Lied Höhere Gewalt wurde ein Videoclip gedreht, der am österreichischen Musiksender gotv rotierte, zudem bekam das Lied Airplay beim österreichischen Radiosender FM4, in dessen Charts es Platz fünf erreichte. Auch auf der von FM4 veröffentlichten Soundselection 12 war das Lied vertreten. Zu einer Singleauskoppelung kam es allerdings nicht. Dafür aber wurde der Song Linz brennt als streng limitierte 7″-Vinylsingle veröffentlicht. 
Nach Veröffentlichung des Albums Markante Handlungen begannen Auftritte in ganz Österreich und darüber hinaus, wie etwa in St. Gallen in der Schweiz oder beim Hip Hop Kemp in Tschechien. Das deutsche Hip-Hop-Magazin Juice kürte das Album am Ende des Jahres zur besten österreichischen Veröffentlichung des Jahres.
Im Sommer 2006 beteiligte sich Markante Handlungen vollständig an einem neuen Projekt aus dem Umfeld von Tontraeger Records namens Die Unsichtbaren, mit dem es nach Veröffentlichung des Albums Schwarze Erde auch zu Live-Auftritten in ganz Österreich kam. Sämtliche am Projekt beteiligten Akteure firmieren als der Teil von Die Unsichtbaren allerdings unter einem Pseudonym und tragen Masken. 2007 waren die Mitglieder von Markante Handlungen erneut an einem Gemeinschaftsprojekt beteiligt: Die Tonträger All Stars veröffentlichten die CD Vü z vü.

## Stil
Zu einem überwiegenden Großteil handelt es sich bei den Stücken von Markante Handlungen um Battle-Rap, der sehr von Wortspielen und Reimtechniken geprägt ist. Dazu passend ist auch der Gruppenname, der sich aus den Namen der verschiedenen Mitglieder (Mar – Marquee, k – Kayo, ant – Die Antwort) sowie Hand (DJs) und Lungen (MCs) zusammensetzt. So trägt ihr erstes gemeinsames Lied auch den Titel Hände und Lungen.
Zudem sind Texte von Markante Handlungen fast ausschließlich im Linzer Dialekt verfasst, lediglich einige Frühwerke sind in Schriftsprache verfasst.

## Mitglieder
- Marquee (MC der Gruppe Rückgrat)
- Kayo (MC des Duos Kayo & Phekt)
- Bauxl (MC der Gruppe Die Antwort)
- Dokta GC (MC der Gruppe Die Antwort)
- Twang (DJ der Gruppe Rückgrat)
- Phekt (DJ des Duos Kayo & Phekt)
- Megga (Produzent der Gruppe Rückgrat)